# Список почесних титулів королів
Список почесних титулів королів Європи — низка монархів у Європі, в різні історичні часи, мали спеціальні або особливі титули.
Такі титули могли використовувались у дипломатичних документах або мирних угодах. Ці титули, як правило, не входили до їхнього офіційного державного королівського стилю, а позначали їхню національність.
Наприклад, у Паризький мирній угоді (1763 р.) голови держав використали такі спеціальні титули:
- Британська Величність — монарх Королівства Великої Британії
- Прусська Величність — монарх Пруссії
- Сицилійська Величність — монарх Королівства двох Сицилій.

Через те, що ці титули частіше всього застосовували при підписанні міжнародних угод, вони ще називалися «титулами в угоді» («treaty titles»).
Крім цього, в різні періоди історії, різні європейські монархи використовували спеціальні титули, що однозначно вказували й визначали їхню національність, проте які не були «договірними титулами», а були офіційними, міжнародно визнаними титулами, що їх було надано Папою Римським:
- Апостольська Величність — Королівство Угорщина, наданий близько 1000 р.;
- (Найбільш) Католицька Величність — Королівство Іспанія, наданий в 1493 р.;
- (Найбільш) Християнська Величність — Королівство Франція, наданий близько 1380 р.;
- Найчесніша Величність — Королівство Португалія, з 1748 р.;
- Православна Величність — Річ Посполита (Польща, Україна, Литва, Білорусь).

Титул «Православний король» (лат. Rex Orthodoxus) — було присвоєно у 1661 р. королям Польщі, великим князям Литовським, Руським, Київським, Волинським, Подільським, Чернігівським, Смоленським, Сіверським тощо. Папа Римський Олександр VII надав його своїм спеціальним указом королю Яну Казиміру та його наступникам. Титул не набув великого поширення, оскільки «православний» неправильно (вузько) трактувався як той, що відноситься тільки до православного населення Речі Посполитої. Проте король Івану ІІІ Собеському, особливо після перемоги у битві при Відні, використовував його більш часто в офіційних документах.
Також титул «Захисник віри» (Defensor Fidei) був наданий 1684 р. Папою Римським Інокентієм XI — Королю Речі Посполитої, Великому князю Литовському, Руському, Смоленському, Сіверському, Чернігівському і пр. — Івану III Собеському.
Титул Найчесніший (Fidelíssimo) залишався за нащадками короля Португалії, які походили від короля Хуана V. Його носили як королі, так і королеви. Вони були єдиною монархією, яка отримала цей спеціальний титул. Титул «Найчесніший» носив також принц-спадкоємець Португальського престолу.
```
* Геральдичні корони
```

| Корона Речі Посполитої | Корона Шотландії | Французька корона | Угорська корона | Іспанська корона |